# Lindridge
Lindridge – wieś w Anglii, w hrabstwie Worcestershire, w dystrykcie Malvern Hills. Leży 23 km na północny zachód od miasta Worcester i 185 km na północny zachód od Londynu.